# Szent Imre tér
A Szent Imre tér Budapest XXI. kerületének (Csepel) központi tere, egyúttal a kerület legnagyobb közlekedési csomópontja. Nevét Szent Imre hercegről kapta.

## Fontosabb épületek
A Belvárostól 9 km távolságra elhelyezkedő tér közepén áll a Kisboldogasszony-templom.
- Szent Imre tér 10.: Városháza
- Szent Imre tér 11.: Kormányablak
- Szent Imre tér 21.: Magyar Posta, Csepel 1-es posta
- Szent Imre tér 23.: XXI. Kerületi Rendőrkapitányság

## Elnevezése
1953-ban a Városi Tanács végrehajtói bizottsága a korábban Szent Imre nevét viselő teret Tanácsház térre változtatta. A tér 1991. június 27-én kapta vissza az eredeti nevét.

## Közlekedése
A tér keleti oldalában alakították ki az autóbusz-állomást, innen indulnak Csepel külső részére a helyi autóbuszok. A tér északnyugati végében, a Vermes Miklós utcában található a Volánbusz-állomás, de néhány járat a Szent Imre térről is indul. A nyugati oldalon, a II. Rákóczi Ferenc út közepén halad a H7-es HÉV is, aminek Szent Imre tér néven található itt megállója.
| Viszonylat | Útvonal                                                                        |
| ---------- | ------------------------------------------------------------------------------ |
|            | Boráros tér – Csepel                                                           |
| 35         | Szentlőrinci úti lakótelep – Csepel, Csillagtelep                              |
| 36         | Pestszentlőrinc vasútállomás – Csepel, Csillagtelep                            |
| 38         | Csepel, Szent Imre tér – Szigetszentmiklós (körjárat)                          |
| 38A        | Csepel, Szent Imre tér – Lakihegy, Cseresznyés utca                            |
| 71         | Csepel, Szent Imre tér → Horgásztanya → Királyerdő út → Csepel, Szent Imre tér |
| 138        | Csepel, Szent Imre tér – Budatétény vasútállomás (Campona)                     |
| 148        | Kőbánya-Kispest – Csepel, Soroksári rév                                        |
| 151        | Kőbánya alsó vasútállomás – Csepel, Határ utca                                 |
| 152        | Csepel, Szent Imre tér → Királyerdő út → Horgásztanya → Csepel, Szent Imre tér |
| 159        | Csepel, Szent Imre tér – Szent László utcai lakótelep                          |
| 179        | Csepel, Szent Imre tér – Közvágóhíd H                                          |
| 238        | Csepel, Szent Imre tér – Szigetszentmiklós (körjárat)                          |
| 278        | Csepel, Szent Imre tér – Szigetszentmiklós, Szabadság utca                     |
| 938        | Csepel, Szent Imre tér – Szigetszentmiklós (körjárat)                          |
| 948        | Dél-pesti autóbuszgarázs – Csepel, Hollandi út                                 |
| 979        | Újpalota, Szentmihályi út – Csepel, Csillagtelep                               |
| 979A       | (Hősök tere M –) Deák Ferenc tér M – Csepel, Csillagtelep                      |
| 672        | Budapest, Vermes Miklós utca → Halásztelek, Ady Endre utca                     |
| 673        | Budapest, Vermes Miklós utca – Tököl, Alkotmány tér                            |
| 674        | Budapest, Vermes Miklós utca – Szigethalom, autóbusz-állomás                   |
| 675        | Budapest, Vermes Miklós utca – Makád, községháza                               |
| 676        | Budapest, Vermes Miklós utca – Ráckeve, autóbusz-forduló                       |
| 688        | Budapest, Csepel, Szent Imre tér – Halásztelek, Kossuth Lajos utca             |
| 690        | Budapest, Csepel Szent Imre tér – Szigethalom, autóbusz-állomás                |

## Galéria

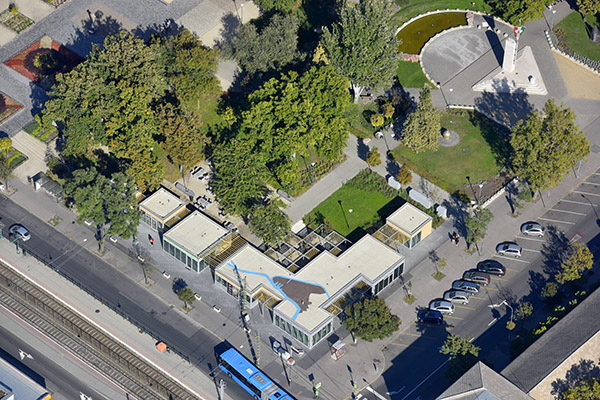
Pavilonsor légi felvételen
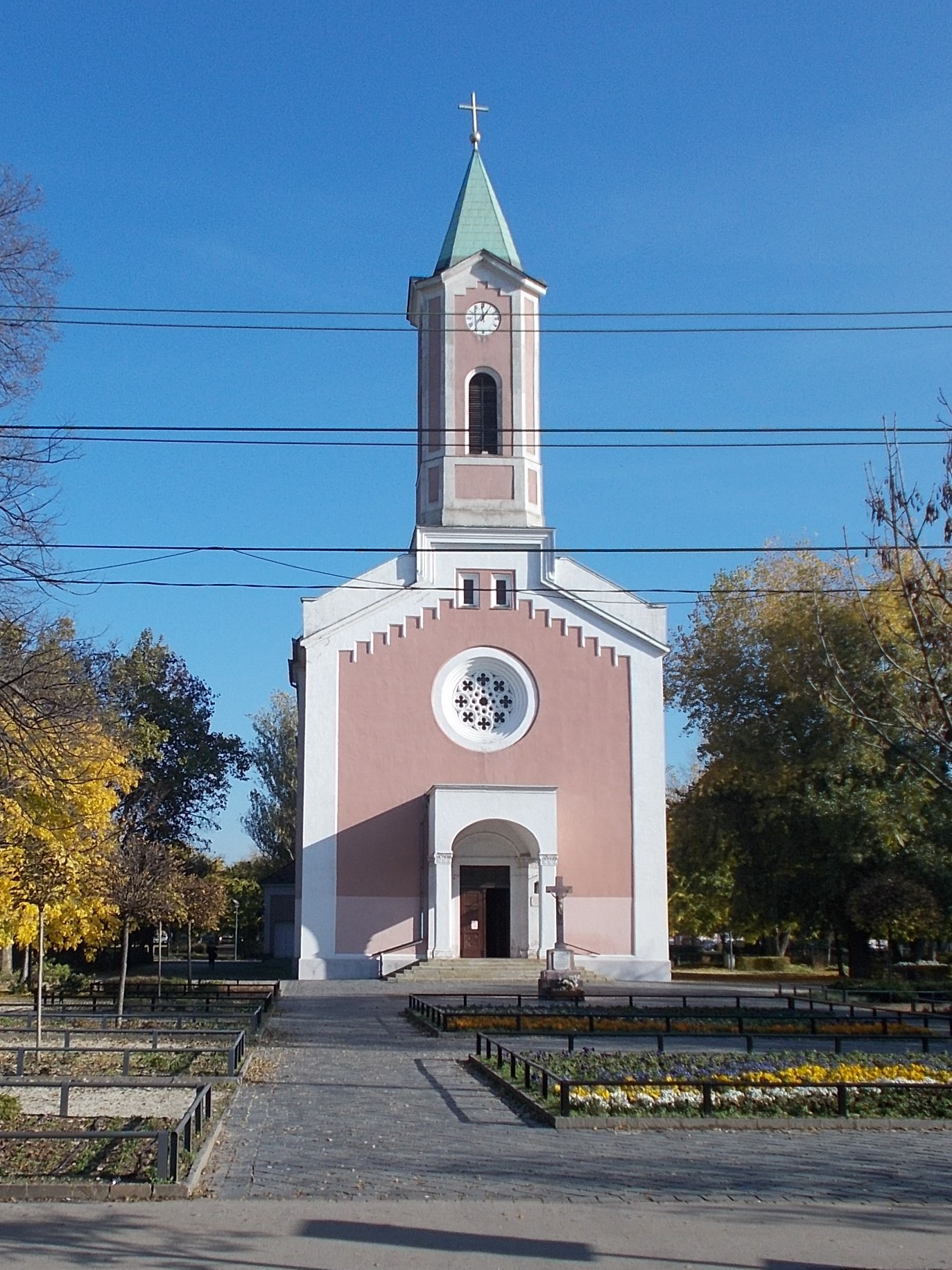
A Kisboldogasszony-templom
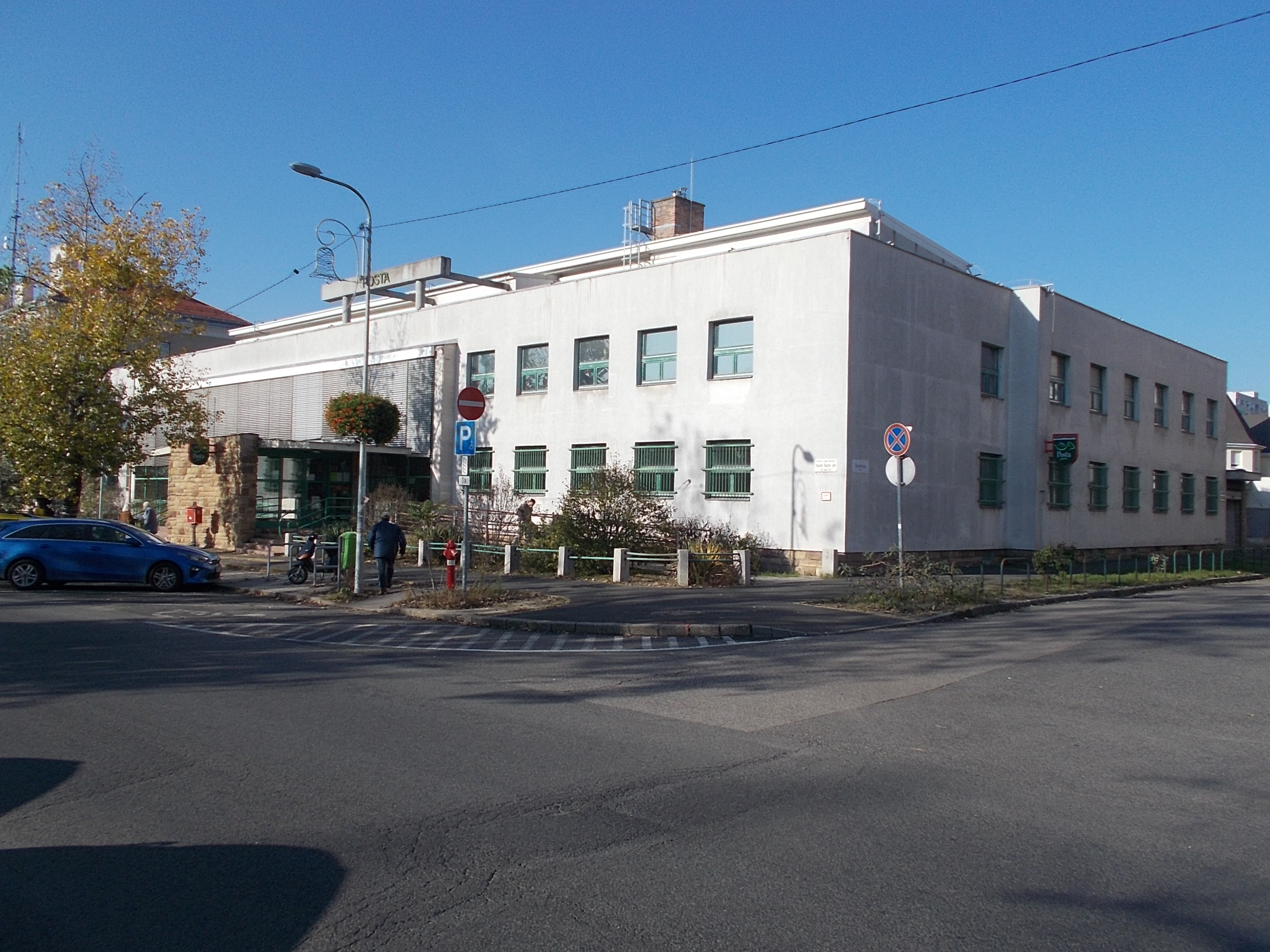
A posta épülete
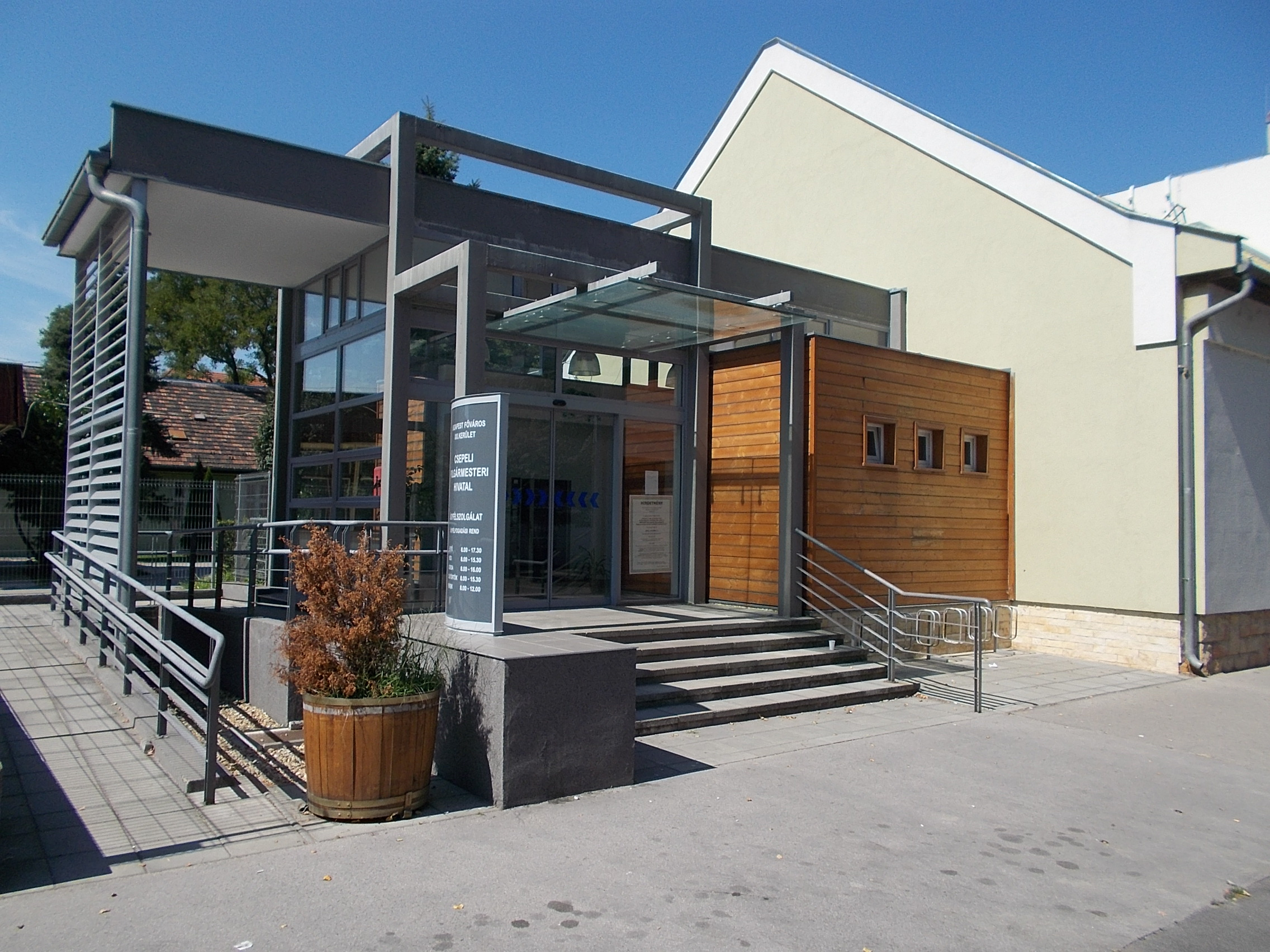
A városháza egyik bejárata
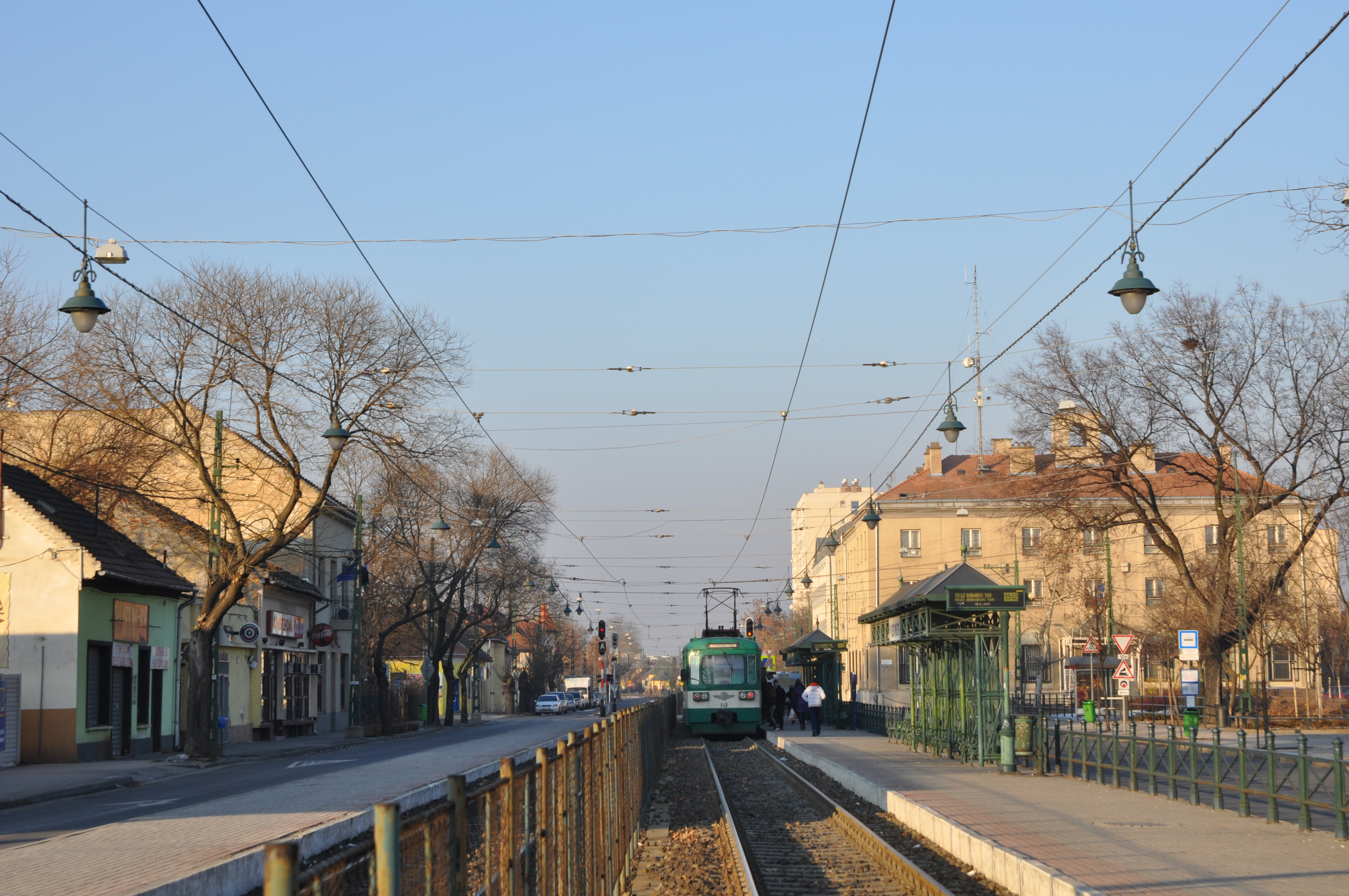
HÉV-megállóhely
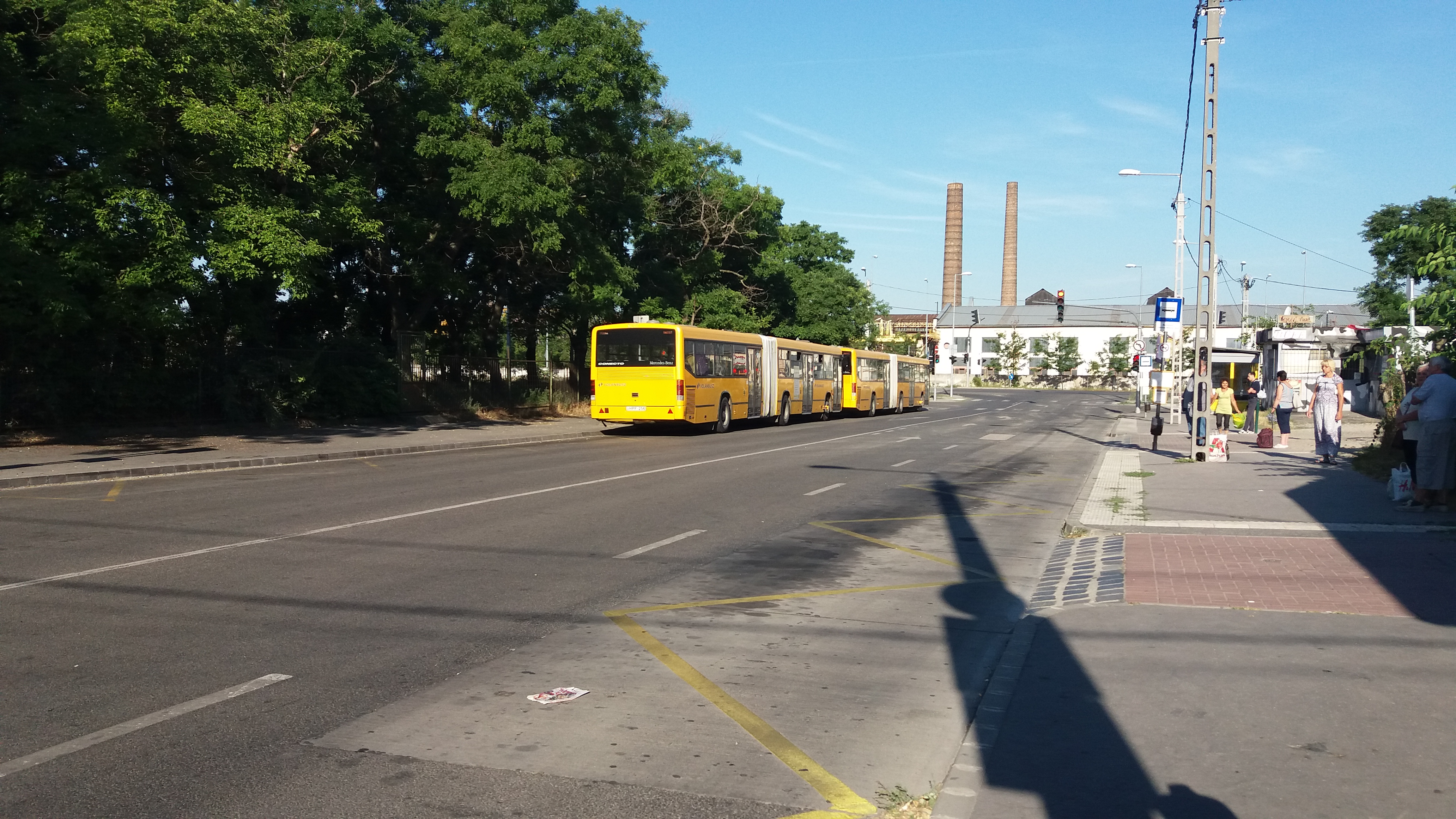
A Vermes Miklós utcai autóbusz-állomás a Szent Imre tér felől
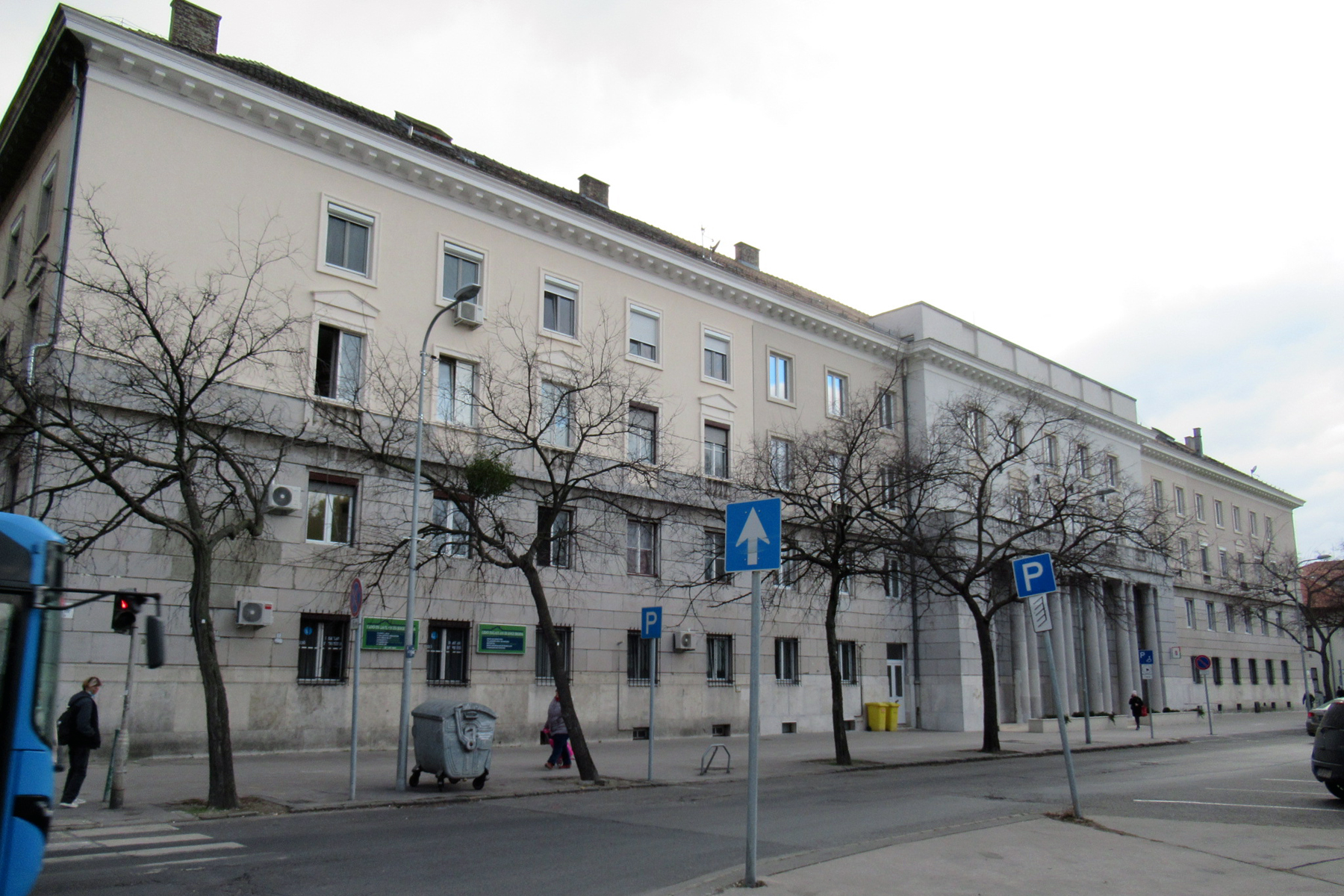
Szent Imre tér, 11
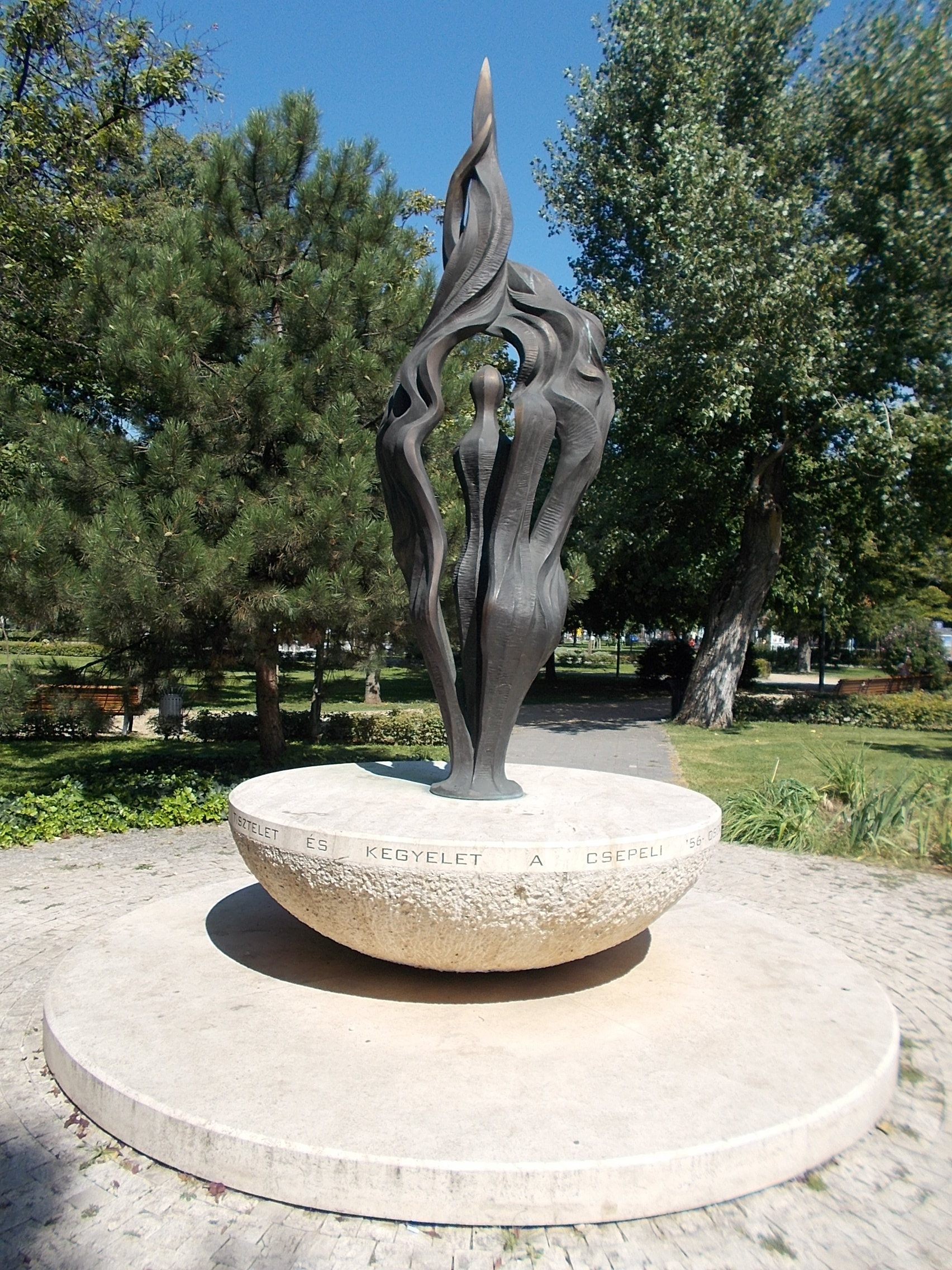
1956-os emlékmű (szobrász Szórádi Zsigmond, 2006)
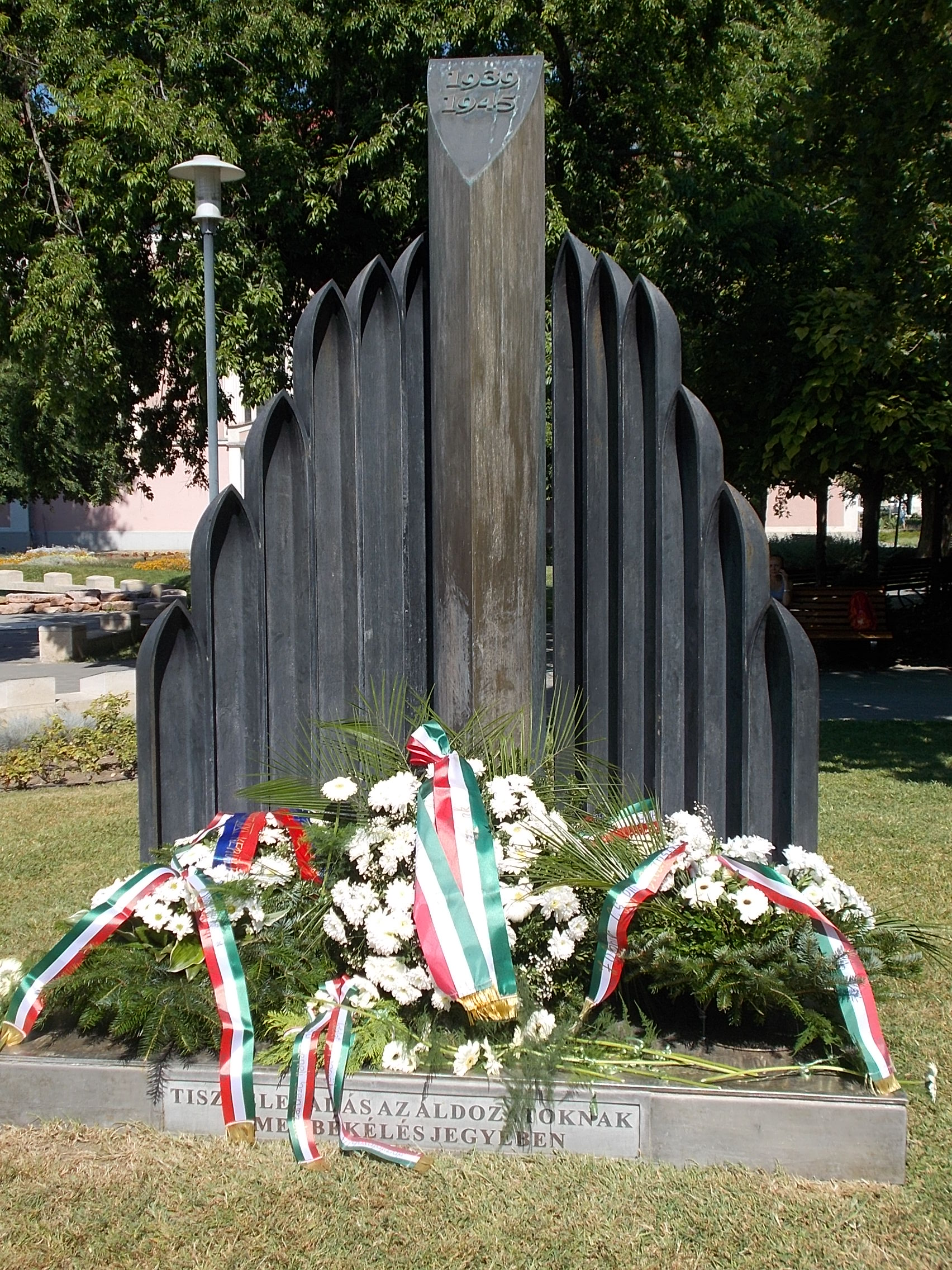
II. világháborús emlékmű (szobrász Budahelyi Tibor, 2000)
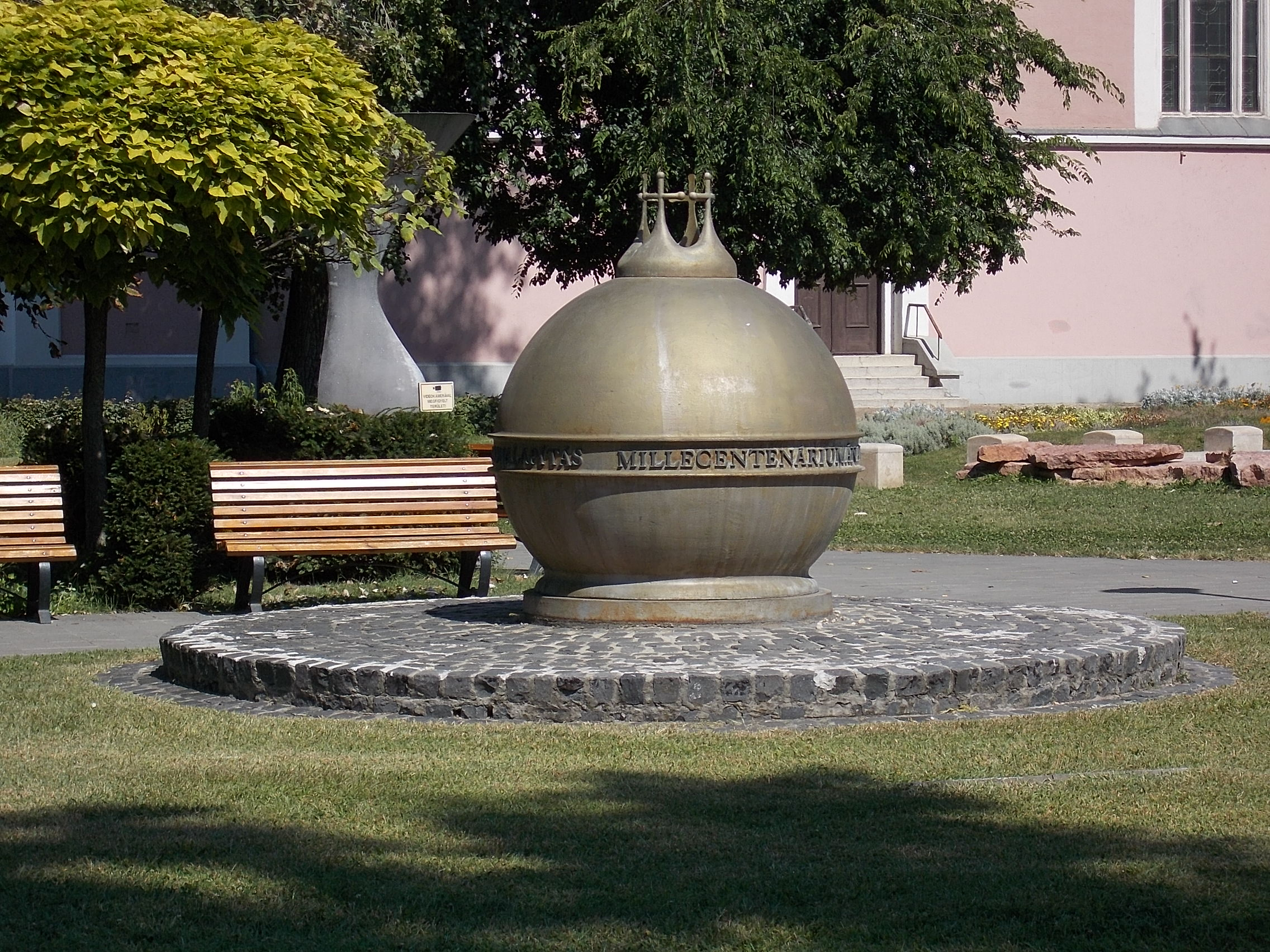
Millecentenáriumi emlékmű (1996)
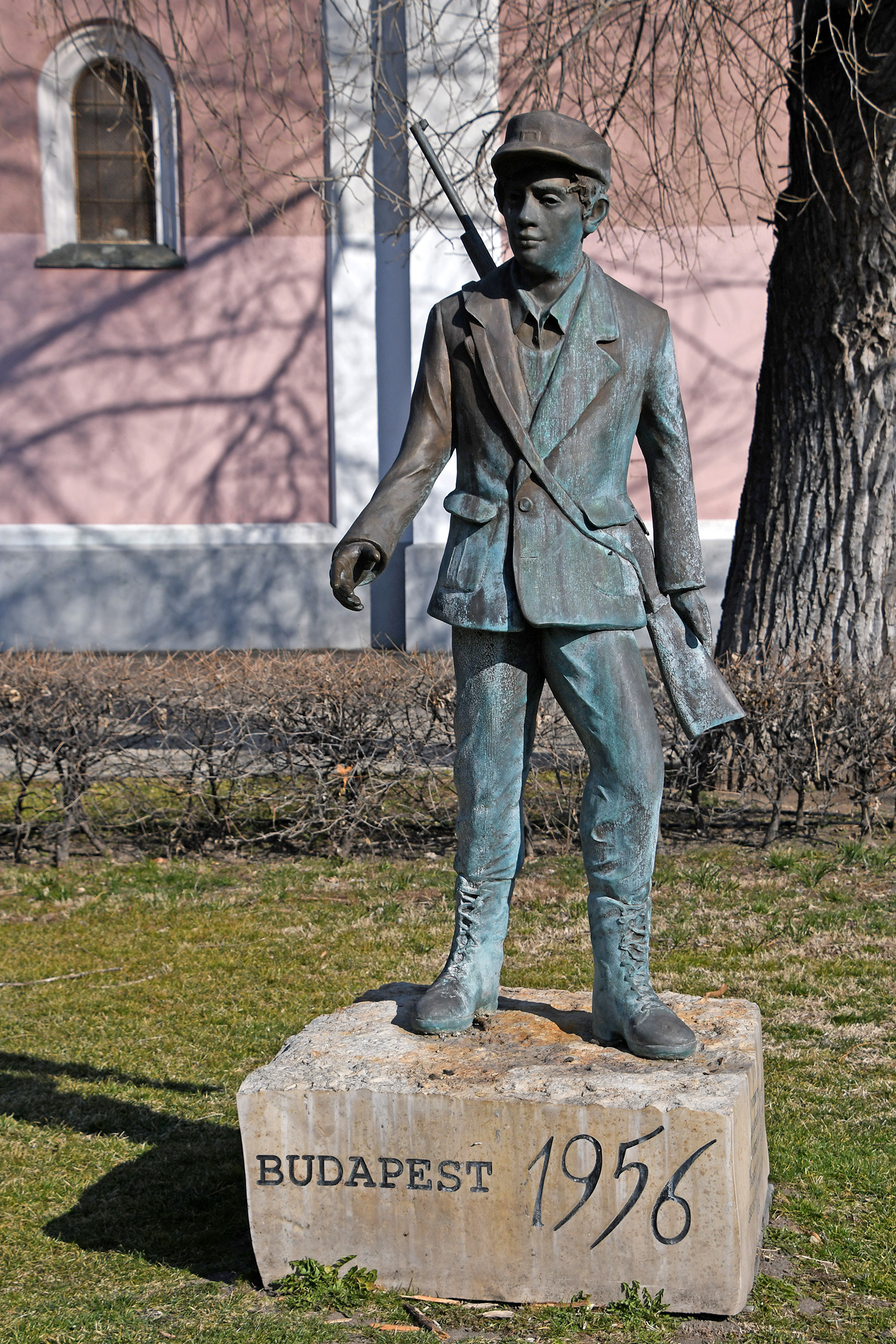
Pesti srác (szobrász Juha Richárd, 2016)
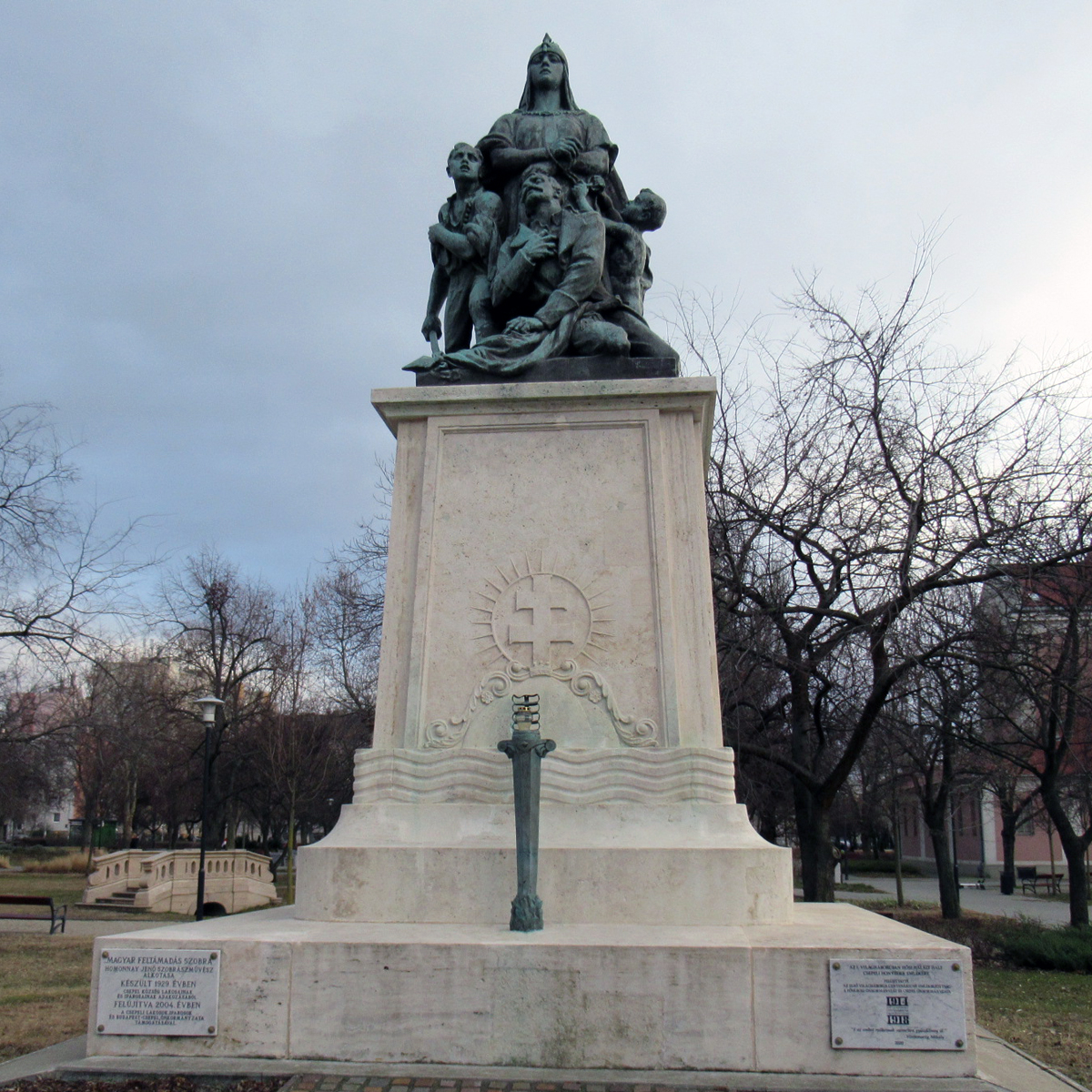
Magyar feltámadás szobra (szobrász Homonnay Jenő, 1929)